# سرگچ (دهدز)
سرگچ یک منطقهٔ مسکونی در ایران است که در دهستان دنباله‌رود شمالی شهرستان ایذه استان خوزستان واقع شده‌است.